# Кафанья, Диего
Диего Кафанья (итал. Diego Cafagna; род. 9 июля 1975, Триест) — итальянский легкоатлет, специалист по спортивной ходьбе. Выступал за сборную Италии по лёгкой атлетике в 2000-х годах, победитель Кубка мира в командном зачёте, победитель и призёр первенств национального значения, участник летних Олимпийских игр в Пекине.

## Биография
Диего Кафанья родился 9 июля 1975 года в городе Триест, автономная область Фриули — Венеция-Джулия.
Начал заниматься лёгкой атлетикой в 1987 году, проходил подготовку в клубе C.S. Carabinieri.
Впервые заявил о себе на международном уровне в сезоне 2002 года, когда вошёл в состав итальянской национальной сборной и выступил на домашнем Кубке мира в Турине, где в программе ходьбы на 50 км занял итоговое 25-е место.
В 2003 году в той же дисциплине показал 15-й результат на Кубке Европы в Чебоксарах.
В 2004 году на Кубке мира в Наумбурге финишировал на 22-й позиции.
В 2005 году на Кубке Европы в Мишкольце стал одиннадцатым в личном зачёте 50 км и помог своим соотечественникам выиграть бронзовые медали командного зачёта. На чемпионате мира в Хельсинки был дисквалифицирован во время прохождения дистанции.
В 2006 году в ходьбе на 50 км занял 15-е место на Кубке мира в Ла-Корунье и 11-е место на чемпионате Европы в Гётеборге.
В 2007 году финишировал 18-м на Кубке Европы в Ройал-Лемингтон-Спа и на чемпионате мира в Осаке.
На Кубке мира 2008 года в Чебоксарах с личным рекордом 3:53:46 так же стал 18-м в личном зачёте 50 км, при этом итальянские ходоки одержали победу в командном зачёте. Благодаря череде удачных выступлений Кафанья удостоился права защищать честь страны на летних Олимпийских играх в Пекине — стартовал здесь в ходьбе на 50 км, но до финиша не добрался из-за дисквалификации и не показал никакого результата.
После пекинской Олимпиады Диего Кафанья ещё в течение некоторого времени оставался действующим спортсменом и продолжал принимать участие в крупнейших международных стартах. Так, в 2009 году на Кубке Европы в Меце он занял 11-е место в личном зачёте 50 км и получил бронзу в командном зачёте, тогда как на чемпионате мира в Берлине пришёл к финишу 28-м.
В 2010 году на Кубке мира в Чиуауа занял в ходьбе на 50 км 26-е место.
В 2012 году выиграл серебряную медаль в ходьбе на 5000 метров на зимнем чемпионате Италии в Анконе.
Завершил спортивную карьеру по окончании сезона 2013 года.